# Ján Pocisk
Ján Pocisk (18. dubna 1870 Brestovany-Dolné Lovčice – 18. října 1941 Bratislava) byl slovenský a československý novinář a politik, meziválečný poslanec a senátor Národního shromáždění za Československou sociálně demokratickou stranu dělnickou.

## Biografie
Vyučil se obuvníkem v Seredi, pracoval v Ostřihomi, Prešpurku (dnes Bratislava), Vídni a Mnichově. Zde navštěvoval kursy vyšší průmyslové školy. Od počátku 90. let 19. století se ve Vídni začal politicky organizovat v sociálně demokratické straně, během působení v Mnichově již patřil mezi organizátory jedné z tamních dělnických stávek. Od roku 1906 byl úředníkem nemocenské pokladny a redaktor Slovenských robotnických novin v Prešpurku, kde s ním spolupracoval Edmund Borek. V letech 1908-1918 byl členem slovenského výkonného výboru Slovenské sociálně demokratické strany Uherska a jeho pokladníkem. Angažoval se dělnickém vzdělávacím spolku Napred, u něhož roku 1913 založil dle českého vzoru i první Dělnickou tělocvičnou jednotu na území dnešního Slovenska. Během první světové války udržoval kontakty s českými sociálními demokraty. V roce 1918 se stal členem Slovenské národní rady a pak po celé období první republiky zasedal ve vedení celostátní sociální demokracie (v letech 1919-1938 člen zemského výkonného výboru strany na Slovensku, v letech 1919-1920 hlavní tajemník strany na Slovensku, dále starosta Dělnických tělocvičných jednot v Bratislavě a v letech 1923-1936 předseda správní rady a ředitel tiskárny J. Pocisk a spol. v Bratislavě).
V letech 1918-1920 zasedal v Revolučním národním shromáždění. V parlamentních volbách v roce 1920 získal poslanecké křeslo v Národním shromáždění. Podle údajů k roku 1920 byl profesí úředníkem v Bratislavě, toho času v úředním poslání v Americe.
V parlamentních volbách v roce 1925 získal senátorské křeslo v Národním shromáždění. Mandát obhájil v parlamentních volbách v roce 1929 a parlamentních volbách v roce 1935. V senátu setrval do roku 1939, přičemž krátce předtím, v prosinci 1938, se stal hospitantem v klubu nově zřízené Národní strany práce. Byl zbaven mandátu v lednu 1939 v důsledku rozpuštění sociálně demokratické strany na Slovensku.
Za první republiky patřil mezi hlavní politické oponenty Hlinkovy slovenské ľudové strany. Po vzniku tzv. slovenského štátu byl pronásledován. Zemřel doma, ale na následky věznění v Ilavě.